# Bentley 3½ Litre
Bentley 3½ Litre oraz 4¼ Litre – luksusowe samochody osobowe produkowane przez brytyjską firmę Bentley w latach 1933–1939. Do napędu używano sześciocylindrowego silnika rzędowego w zależności od wersji o pojemności 3,7 lub 4,3 litra. Moc przenoszona była na koła tylne poprzez 4-biegową manualną skrzynię biegów. Został zastąpiony przez model Mark V.
Bentley 3½ Litre pojawia się jako samochód brytyjskiego agenta Jamesa Bonda w filmie Pozdrowienia z Rosji (1963) a Bentley 4¼ Litre w nieoficjalnej produkcji Nigdy nie mów nigdy (1983). W obydwu filmach w rolę agenta 007 wcielił się Sean Connery. 

## Dane techniczne (3½ Litre)

### Silnik
- R6 3,7 l (3669 cm³), 2 zawory na cylinder, OHV
- Układ zasilania: gaźnik
- Średnica × skok tłoka: 82,00 mm × 114,00 mm
- Moc maksymalna: 106,5 KM (78,3 kW) przy 3750 obr./min

### Osiągi
- Prędkość maksymalna: 145 km/h

## Dane techniczne (4¼ Litre)

### Silnik
- R6 4,3 l (4256 cm³), 2 zawory na cylinder, OHV
- Układ zasilania: gaźnik
- Średnica × skok tłoka: 88,89 mm × 114,30 mm
- Stopień sprężania: 6,4:1